# إدوين ستارك توماس
إدوين ستارك توماس (بالإنجليزية: Edwin Stark Thomas)‏ هو محامي وقاضي أمريكي، ولد في 11 نوفمبر 1872 في وودستوك في الولايات المتحدة، وتوفي في 21 يناير 1952.